# Hepaticophyta
Las hepáticas o hepaticofitas forman un grupo (Hepaticophyta, Marchantiophyta, Hepatophyta o Hepaticae) del reino Plantae. Se denominan así por su forma parecida a un hígado (de ahí hepático). Por lo general, son plantas pequeñas normalmente de 2 a 20 mm de ancho, con plantas individuales de menos de 10 cm de largo, que suelen pasar desapercibidas. Con frecuencia, poseen un aspecto irregular dado por hojas laminadas. Suelen vivir en lugares húmedos, cubriendo grandes extensiones de tierra; crecen ocasionalmente en rocas, árboles o cualquier otro sustrato razonablemente firme en el que se encuentren. En general, pueblan zonas húmedas aunque también hay especies desérticas y árticas y se encuentran típicamente en lugares con sombra moderada. Ciertas especies presentan dificultades de crecimiento en invernaderos en exceso sombríos. No tienen flores ni semillas.
Algunas especies pueden ser una molestia en los invernaderos a la sombra o una mala hierba en los jardines.

## Características físicas
Las hepáticas son briófitas (Bryophyta sensu lato), es decir plantas terrestres no vasculares al igual que los musgos pero a diferencia de estos, entre otros rasgos, las hepáticas presentan rizoides unicelulares. Otras diferencias no son universales entre todos los musgos y hepáticas, como la disposición de los filoides (falsas hojas) en tres filas, la presencia de lóbulos o filoides divididos en segmentos, o la falta de distinción, en la anatomía interna, entre vástagos y hojas verdaderas.
Además de carecer de sistema vascular, las hepáticas tienen, como otros briófitos, un ciclo vital dominado por el gametófito, es decir, la fase haploide. El esporófito, la fase diploide, de breve duración, tiene en su interior un tejido fértil denominado arquesporio, y es gonótrofo, es decir, se nutre a partir del gametófito. Esto contrasta con lo que ocurre en las plantas vasculares, donde es el gametófito la fase reducida y dependiente, y en los animales, que tienen un ciclo diplonte. En las plantas vasculares, por ejemplo, el gametófito masculino está contenido dentro del grano de polen, y el femenino dentro del pene seminal (llamado también óvulo en las plantas), mientras que la del esporófito, con carga diploide, es la planta adulta con todos sus órganos con la que se cerraría el ciclo de vida.

### Sinapomorfias
Los caracteres derivados comunes que definen al grupo son:
- Cuerpos oleíferos (oleosomas) en las células del gametófito

- Ácido lunulárico

- Eláteres

### Descripción
La mayoría de las hepáticas son pequeñas, abarcando entre 2 a 20 mm con plantas individuales de menos de 10 centímetros (3,9 plg) de largo, por lo que a menudo se pasan por alto. Las hepáticas más conocidas consisten en una estructura postrada, aplanada, en forma de cinta o ramificada llamada talo (cuerpo de la planta); estas hepáticas se denominan hepáticas talosas. Sin embargo, la mayoría de las hepáticas producen tallos aplanados con escamas u hojas superpuestas en dos o más filas, la fila del medio es a menudo conspicuamente diferente de las filas exteriores; estas se llaman hepáticas de hoja o hepáticas de escamas. (Véase la galería más abajo para ver ejemplos.)

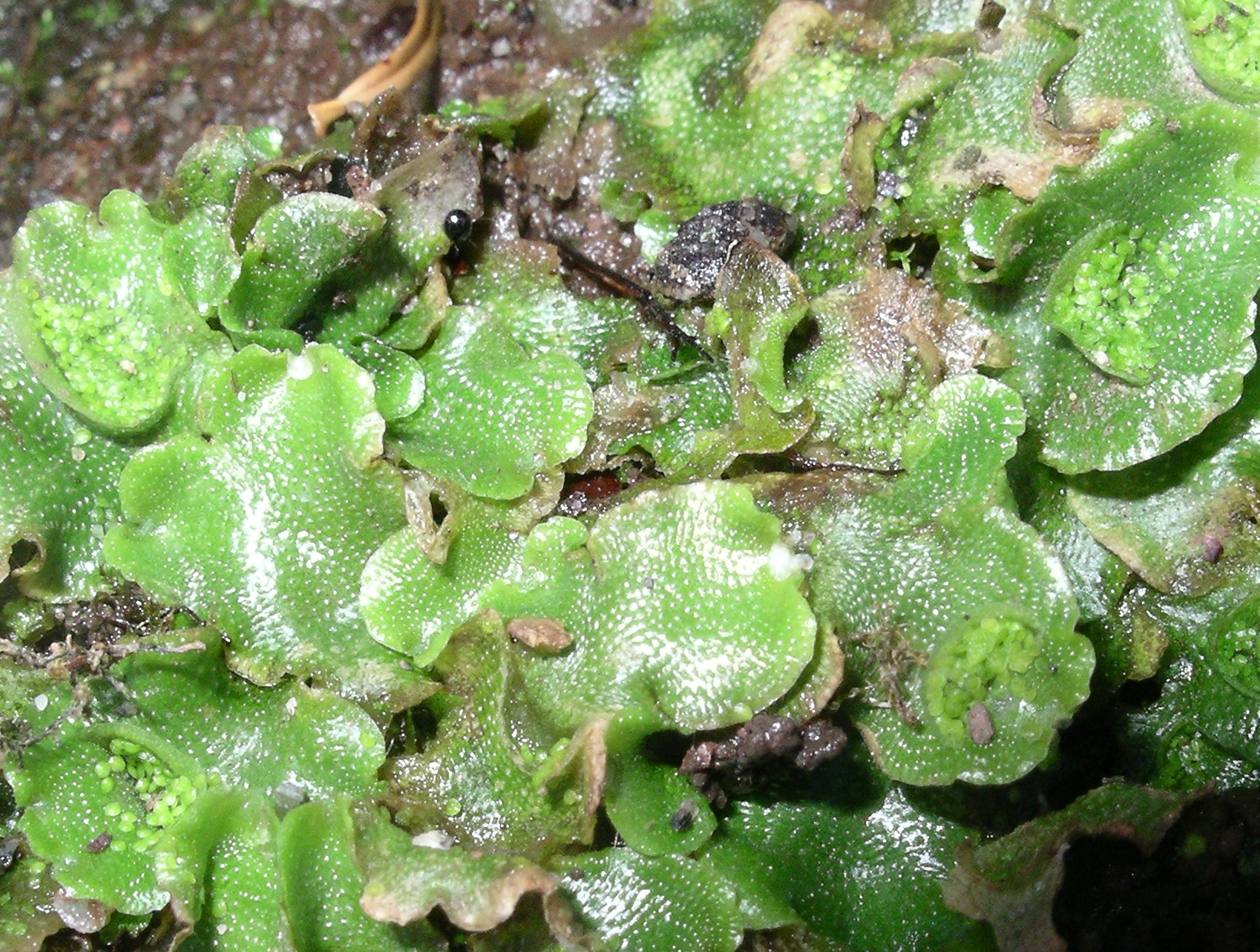
Una hepatoidea, Lunularia cruciata

Las hepáticas pueden distinguirse con mayor fiabilidad de los musgos aparentemente similares por sus rizoides unicelulares. Otras diferencias no son universales para todos los musgos y todas las hepáticas; pero la falta de tallo y hojas claramente diferenciados en las especies talosas, o en las especies frondosas la presencia de hojas profundamente lobuladas o segmentadas y la presencia de hojas dispuestas en tres filas, así como la frecuente ramificación dicotómica, todo apunta a que la planta es una hepática. A diferencia de cualquier otra embriofita, la mayoría de las hepáticas contienen cuerpos oleosos únicos unidos a la membrana que contienen isoprenoides en al menos algunas de sus células, siendo las gotas de lípidos en el citoplasma de todas las demás plantas no cerradas. La similitud física general de algunos musgos y hepáticas de hoja significa que la confirmación de la identificación de algunos grupos sólo puede realizarse con certeza con la ayuda de la microscopía o de un briólogo experimentado.
Las hepáticas, al igual que otras briofitas, tienen un ciclo de vida dominado por el gametofito, siendo el esporofito dependiente del gametofito. Las células de una planta típica de hepática contienen cada una un único conjunto de información genética, por lo que las células de la planta son haploides durante la mayor parte de su ciclo de vida. Esto contrasta fuertemente con el patrón exhibido por casi todos los animales y por las plantas vasculares. En las plantas con semilla más conocidas, la generación haploide está representada únicamente por el diminuto polen y el óvulo, mientras que la generación diploide es el conocido árbol u otra planta. Otra característica inusual del ciclo de vida de las hepáticas es que los esporofitos (es decir, el cuerpo diploide) tienen una vida muy corta, marchitándose poco después de liberar las esporas. En los musgos, el esporófito es más persistente y en los hornabeques, el esporófito dispersa las esporas durante un período prolongado.

### Ciclo de vida

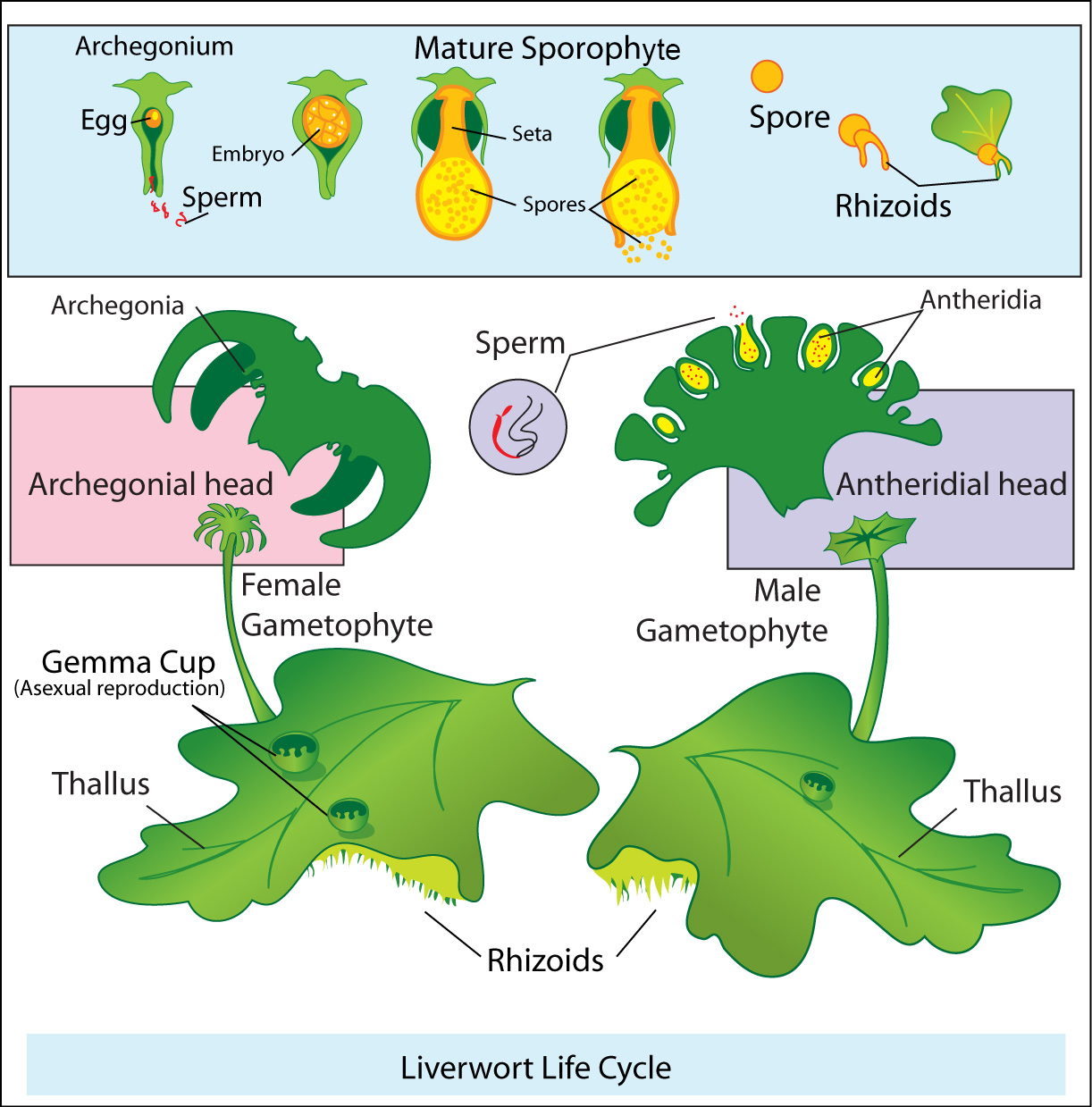
Ciclo de vida sexual de una hepática tipo Marchantia

La vida de una hepática comienza a partir de la germinación de una espora haploide para producir un protonema, que es una masa de filamentos en forma de hilo o un talo aplanado. El protonema es una etapa transitoria en la vida de una hepática, de la cual crecerá el gametófito que produce los órganos sexuales. Los órganos masculinos se conocen como anteridios y producen los espermatozoides. Los grupos de anteridios están rodeados por una capa protectora de células llamada perigonio. Al igual que en otras plantas terrestres, los órganos femeninos se conocen como arquegonios y están protegidos por el delgado periqueto que los rodea. Cada arquegonio tiene un delgado tubo hueco, el "cuello", por el que nadan los espermatozoides para alcanzar el óvulo.
Las especies de hepáticas pueden ser dioicas o monoicas. En las hepáticas dioicas, los órganos sexuales femeninos y masculinos nacen en plantas gametofíticas diferentes y separadas. En las hepáticas monoicas, los dos tipos de estructuras reproductivas nacen en diferentes ramas de la misma planta. En cualquiera de los casos, los espermatozoides deben desplazarse desde los anteridios donde se producen hasta el arquegonio donde se alojan los óvulos. El esperma de las hepáticas es biflagelado, es decir, tienen dos flagelas en forma de cola que les permiten nadar distancias cortas, siempre que haya al menos una fina película de agua. Su viaje puede verse favorecido por las salpicaduras de las gotas de lluvia. En 2008, investigadores japoneses descubrieron que algunas hepáticas son capaces de disparar agua que contiene esperma hasta 15 cm en el aire, lo que les permite fertilizar plantas femeninas que crecen a más de un metro del macho más cercano.
Cuando los espermatozoides llegan a los arquegonios, se produce la fecundación, que da lugar a un esporofito diploide. Tras la fecundación, el esporofito inmaduro dentro del arquegonio desarrolla tres regiones distintas: (1) un pie, que ancla el esporofito en su lugar y recibe los nutrientes de su planta "madre", (2) una cápsula esférica o elipsoidal, dentro de la cual se producirán las esporas para su dispersión a nuevos lugares, y (3) una seta (tallo) que se encuentra entre las otras dos regiones y las conecta. El esporófito carece de un meristema apical, un punto de divergencia sensible a la auxina con otras plantas terrestres en algún momento del Silúrico tardío/Devónico temprano. Cuando el esporofito ha desarrollado las tres regiones, la seta se alarga, saliendo del arquegonio y rompiéndolo. Mientras el pie permanece anclado dentro de la planta madre, la cápsula es forzada por el seta y se extiende fuera de la planta y en el aire. Dentro de la cápsula, las células se dividen para producir células elater y células productoras de esporas. Los eláteres tienen forma de resorte y empujan la pared de la cápsula para dispersarse cuando la cápsula se rompe. Las células productoras de esporas se someterán a meiosis para formar esporas haploides que se dispersarán, momento en el que el ciclo de vida puede comenzar de nuevo.

#### Reproducción asexual
Algunas hepáticas son capaces de reproducción asexual; en las briofitas en general "casi se podría decir que la reproducción vegetativa es la regla y no la excepción"  Por ejemplo, en Riccia, cuando las partes más viejas de los talos bifurcados mueren, las puntas más jóvenes se convierten en individuos separados.
Algunas hepáticas talosas como Marchantia polymorpha y Lunularia cruciata producen pequeñas gemmae en copas poco profundas. Las gemas de Marchantia pueden dispersarse hasta 120 cm por la lluvia que salpica las copas. En Metzgeria, las gemas crecen en los márgenes del talo. Marchantia polymorpha es una maleza común en los invernaderos, a menudo cubriendo toda la superficie de los contenedores;: 230  la dispersión de gemas es el "mecanismo principal por el que la hepática se extiende por un vivero o invernadero. ": 231 

## Filogenia
Su filogenia es la siguiente:
|  | Haplomitriopsida                                                      |
|  |                                                                       |
|  | \| \| Marchantiopsida \| \| \| \| \| \| Jungermanniopsida \| \| \| \| |
|  |                                                                       |
|  | Marchantiopsida                                                       |
|  |                                                                       |
|  | Jungermanniopsida                                                     |
|  |                                                                       |

|  | Marchantiopsida   |
|  |                   |
|  | Jungermanniopsida |
|  |                   |

## Relación con otras plantas
Tradicionalmente, las Hepaticophyta se agrupaban junto con otras briofitas (musgos y las plantas acuáticas del género Ceratophyllum) en la División Bryophyta, dentro de la cual las hepáticas formaban la clase Hepaticae (también llamada Marchantiopsida). Algo más recientemente, a las Hepaticophyta se les dio su propia división (Marchantiophyta) ya que las briofitas pasaron a considerarse parafiléticas. Sin embargo, la evidencia filogenética más reciente indica que las hepáticas probablemente sean parte de un clado monofilético ("Bryophyta sensu lato" o "Bryophyta Schimp") junto con musgos y Ceratophyllum. Por lo tanto, se ha sugerido que las hepáticas deberían ser reclasificadas a una clase llamada Marchantiopsida. Además, existe una fuerte evidencia filogenética que sugiere que las hepáticas y los musgos forman un subclado monofilético llamado Setaphyta.
Dos de los modelos filogenéticos más probables para la evolución de las briófitas son el modelo 'briofitas monofiléticas' y el modelo 'hepáticas más musgos basales'.
Una conclusión importante de estas filogenias es que los estomas ancestrales parecen haberse perdido en el linaje de la hepática. Entre los primeros fósiles que se cree que son hepáticas se encuentran los fósiles comprimidos de Pallaviciniitas del Devónico superior de Nueva York. Estos fósiles se parecen a las especies modernas de Metzgeriales. Otro fósil del Devónico llamado Protosalvinia también parece una hepática, pero su relación con otras plantas aún es incierta, por lo que es posible que no pertenezca a Marchantiophyta. En 2007, se anunciaron los fósiles más antiguos asignables en ese momento a las hepáticas, Metzgeriothallus sharonae del Givetiano (Devónico Medio) de Nueva York, Estados Unidos. Sin embargo, en 2010, se encontraron en Argentina cinco tipos diferentes de esporas fosilizadas de hepática, que datan del Ordovícico Medio, mucho más temprano, hace unos 470 millones de años.

## Origen del nombre
El nombre de hepáticas proviene de la Edad Media, cuando se elegía las plantas medicinales según el principio similia similibus, "lo similar se cura con lo semejante". El talo de la hepática tiene forma de hígado y equivale al conjunto de las raíces, el tallo y las hojas de las plantas. Un talo típico es el de una Marchantia, del que se utilizaba un extracto de su cocción en vino, como medicina contra las afecciones del hígado. En griego antiguo hígado se dice hepar (ηπαρ).